# The Emperor Jones
The Emperor Jones (ang. The Emperor Jones) – amerykański film z 1933 roku w reżyserii Dudleya Murphy'ego.

## Wyróżnienia
| Rok wpisania | National Film Registry |
| ------------ | --- |
| 1999         | Lista filmów budujących dziedzictwo kulturalne USA utworzona przez National Film Preservation Board i przechowywana w Bibliotece Kongresu Stanów Zjednoczonych |